# Знайомтеся, Балуєв
«Знайомтеся, Балуєв» — радянський чорно-білий художній фільм, поставлений на кіностудії «Ленфільм» в 1963 році режисером Віктором Коміссаржевським за однойменною повістю Вадима Кожевникова. Єдиний фільм театрального режисера Віктора Коміссаржевського.

## Сюжет
1960-ті роки. Павло Гаврилович Балуєв, начальник ділянки будівництва магістрального газопроводу, вирішує прокласти трасу навпростець, через болото, наплювавши на затверджений проект. Крім своїх основних обов'язків начальника і керівника, Балуєв активно займається виховною роботою серед своїх підлеглих.

## У ролях
- Іван Переверзєв —  Павло Гаврилович Балуєв
- Ніна Ургант —  Дуся Балуєва
- Станіслав Соколов —  Вітя Зайцев
- Світлана Дік —  Зіна Пєночкіна
- Павло Морозенко —  Вася Марченко
- Зінаїда Кирієнко —  Капа Підгірна
- Анатолій Ромашин —  Борис Шпаковський
- Неллі Корнєва —  Ізольда Безуглова
- Павло Панков —  Федір Фокін
- Сергій Плотников —  Сергій Бубнов
- Сергій Блинников —  Олексій Фірсов
- Пантелеймон Кримов —  машиніст Пєтухов
- Ігор Косухін —  Сева Крохальов

## Знімальна група
- Сценарій —  Вадим Кожевников,  Віктор Коміссаржевський
- Постановка —  Віктор Коміссаржевський
- Головні оператори —  Веніамін Левітін,  Дмитро Месхієв
- Головний художник —  Олексій Рудяков
- Композитор —  Владлен Чистяков
- Текст пісні —  Юрій Ряшенцев